# جووانی آلدینی
 جیووانی آلدینی (انگلیسی: Giovanni Aldini؛ زادهٔ ۱۰ آوریل ۱۷۶۲ درگذشتهٔ ۱۷ ژانویهٔ ۱۸۳۴) یک دانشمند اهل ایتالیا بود.

## کارهای مهم
وی در سال 1798، جانشین دایی خود، لوئیجی گالوانی استاد فیزیک در بولونیا شد و تا سال1737 ادامه داد. کارهای علمی او عمدتاً مربوط به گالوانیسم، آناتومی و کاربردهای پزشکی آن، با ساخت و روشنایی فانوس دریایی، و با آزمایش‌هایی برای حفظ زندگی انسان و اشیا (material) مادی از تخریب در اثر آتش سوزی بود. او به زبان لاتین،  فرانسوی و انگلیسی کتاب نوشت و تا قرن هجدهم هم کتاب‌هایش توسط جامعه علمی استفاده می‌شد. به رسمیت شناختن شایستگی های خود، امپراطور اتریش او را ساخته شوالیه تاج آهنین و یک مشاور دولت در میلان، جایی که او درگذشت. وی مبلغ قابل توجهی را به وجود آورد تا دانشكده ای از علوم طبیعی را برای صنعتگران در بولونیا تأسیس كند.